# 鉛色駝背脂鯉
鉛色駝背脂鯉（学名：Cyphocharax plumbeus），為輻鰭魚綱脂鯉目脂鯉亞目無齒脂鯉科的其中一個種，分布於南美洲亞馬遜河及托坎廷斯河流域，體長可達17.8公分，棲息在河川底中層水域，生活習性不明。